# Historica Třeboň
Historica Třeboň je archivní sbírka uložená ve Státním oblastním archivu v Třeboni, konkrétně na třeboňském zámku. Od roku 2000 je to jedna ze tří archivních národních kulturních památek České republiky.
Sbírka se vymezila z prior k Schwarzenberskému rodinnému archivu uloženém v Třeboni pocházejících již z doby Rožmberků a Švamberků. Časově je sbírka vymezena lety 1216–1659 (1696). Největší význam mají písemnosti z doby působení bratrů Viléma a Petra Voka z Rožmberka, ovšem nenahraditelné informace podává i o době husitské a předhusitské. Nejstarší zde uchovanou listinou je latinsky psaná listina na pergamenu vydaná 26. ledna 1216 papežem Inocencem III. Je zde uložen originál mírové smlouvy uzavřené dne 3. dubna 1254 mezi Přemyslem Otakarem II. a uherským králem Bélou IV.
Řada zde uložených písemností má význam celoevropský.
Rozsah sbírky je 12,86 běžných metrů, tj. 8 020 archivních jednotek. Součástí fondu je první česky psaná královská listina datovaná rokem 1394.
Badatelsky intenzivně je sbírka využívána od dob Františka Palackého.